# Kimi Räikkönen
Kimi-Matias "The Iceman" Räikkönen, född 17 oktober 1979 i Esbo, är en finländsk racerförare. Räikkönen blev världsmästare i Formel 1 säsongen 2007 för Ferrari.
Räikkönen är officiellt bosatt i Schweiz, men har även bostad i Finland. Han var tidigare gift med Miss Scandinavia 2000, Jenni Dahlman-Räikkönen, men är sedan 2016 gift med Minttu Räikkönen. Räikkönen blev 2007 den tredje finske föraren (efter Keke Rosberg och Mika Häkkinen, två gånger) att vinna Formel 1-VM.
Innan dess körde han fem år för McLaren och ett år för Sauber. Räikkönen tävlade inte i Formel 1 under 2010 och 2011, utan körde Rally-VM för Citroën och teamet ICE 1 Racing. Den 29 november 2011 meddelades det att Kimi skulle återuppta sin F1-karriär, och han kom att köra för stallet Lotus Renault säsongerna 2012 och 2013. Därefter körde han återigen för Ferrari mellan 2014 och 2018 innan han började köra för Alfa Romeo säsongen 2019. Kimi Räikkönen är sedan Eifels Grand Prix 2020 den förare som startat flest Formel 1 lopp någonsin, totalt blev det 349 starter i karriären.
Den 1 september 2021 meddelade Räikkönen på sitt Instagramkonto att säsongen 2021 skulle bli hans sista inom Formel 1.

## Racingkarriär

### Sammanfattning
2004 blev betydligt sämre än väntat för Räikkönens del, mycket på grund av problem med tillförlitligheten på sin McLaren-Mercedes. Han tvingades bryta åtta av 18 lopp. Höjdpunkten på säsongen blev vinsten i Belgien på Spa-Francorchamps där han gick i mål som etta före de båda Ferrari-förarna Michael Schumacher och Rubens Barrichello. Detta var hans och stallets enda seger för året.
2005 var Räikkönen återigen med och slogs om totalsegern, men fortsatta problem med tillförlitligheten ställde till det för honom. På Nürburgring brast hans hjulupphängning på det sista varvet när han var i ledning vilket gjorde att han tvingades bryta loppet och ge segern och värdefulla mästerskapspoäng till den värste konkurrenten Fernando Alonso. Räikkönen inledde säsongen tveksamt med endast sju poäng på de första fyra loppen men var mot slutet av säsongen den allra snabbaste föraren och tog hela 61 poäng av 70 möjliga de avslutande sju loppen. Han slutade tvåa i sammandraget bakom Fernando Alonso. Räikkönen tog, precis som Alonso, sju segrar under säsongen. 
2006 var ett mellanår för Kimi som i en underpresterande bil inte kunde förmå att ta en enda seger. Hans bästa resultat blev två andraplatser; den första i Australien och den andra i Italien. Tillförlitligheten var fortfarande ett orosmoment hos McLaren och Kimi tvingades bryta sex av säsongens 18 lopp. 
2007 bytte Räikkönen stall till Ferrari där han ersatte den sjufaldige världsmästaren Michael Schumacher, som gått i pension. Räikkönen fick en flygande start på säsongen genom att ta pole position, sätta snabbaste varv och vinna det första loppet i Australien. Den segern följdes av två tredjeplatser i Malaysia och Bahrain. Räikkönen ägnade resten av säsongen åt att jaga de båda McLarenförarna Lewis Hamilton och Fernando Alonso, som hade ledningen i förarmästerskapet. Inför de sista två loppen låg Räikkönen hela 17 poäng bakom den ledande Hamilton men lyckades vinna dessa lopp samtidigt som Hamilton bröt i första och körde in som sjua i det sista loppet. Detta gjorde att Räikkönen vann förarmästerskapet, en poäng före både Hamilton och Alonso. 

### 2001
Räikkönen fick chansen i Sauber 2001 och tackade genom att komma sexa i sitt debutlopp. Räikkönen imponerade sedan genom att komma fyra i Österrike och Kanada, men slog inte sin stallkamrat Nick Heidfeld under sin rookiesäsong. Räikkönen slutade på tionde plats i förar-VM och Sauber hade en riktigt lyckad säsong och slutade fyra i konstruktörs-VM, vilket var stallets bästa insats någonsin. 
Räikkönen ryktades sedan vara på väg till Ferrari, men de hade redan Michael Schumacher och Rubens Barrichello kontrakterade. Däremot hade Mika Häkkinen i McLaren bestämt sig för att sluta varför McLaren köpte loss Räikkönen inför säsongen 2002. Detta var en stor besvikelse för Giancarlo Fisichella och Nick Heidfeld, som båda hade förväntat sig att få det jobbet. 

### 2002
Säsongen 2002 fick Räikkönen det tuffa jobbet att ersätta Mika Häkkinen, som hade vunnit två VM-titlar. Räikkönen tog sig an utmaningen riktigt bra och blev trea i säsongspremiären i Australien. Sedan hade han många tekniska problem, vilket gjorde att han fick vänta till det nionde loppet, Europas Grand Prix, innan han kom på pallen igen. Han var sedan ytterst nära att vinna i Frankrike, men snurrade av på olja från en sprängd motor och Michael Schumacher kunde passera. En besviken Räikkönen kom tvåa, men han hade visat världen hur snabb han var. Bland annat kvalade han in som tvåa i Belgien, men tvingades bryta på grund av motorproblem. Han kom sedan trea i säsongsfinalen i Japan och slutade sexa i förarmästerskapet.

### 2003
Räikkönen började sin andra säsong i McLaren med höga förhoppningar. Han hoppades kunna ta sin första seger under säsongen. Han inledde bra med att komma trea i Australien efter en stark uppkörning från de bakre delen av startfältet. I Malaysia vann Räikkönen sin första F1-seger efter ett perfekt genomfört lopp. Han hoppades nu att segrandet skulle komma ofta, men så blev inte fallet. Han "vann" visserligen i Brasilien, men blev av med segern till Giancarlo Fisichella, sedan det kommit fram att arrangörerna räknat fel på varven. Räikkönen ledde dock förar-VM ganska klart och byggde vidare med att bli tvåa i San Marino. Detta ökade den allmänna uppfattningen att Räikkönen skulle vinna förar-VM och bli sportens yngste världsmästare.
I Spanien snurrade en överambitiös Räikkönen av under envarvskvalet och tvingades starta sist. Han var inställd på en uppkörning, men körde rätt in i Antônio Pizzonias stillastående Jaguar direkt efter starten och tvingades bryta, vilket gjorde att Michael Schumacher närmade sig i VM-titeln. Räikkönen grävde dock inte ner sig utan kom tillbaka med två andraplatser i rad i Österrike och Monaco, vilket gjorde att han ledde förar-VM även efter sju lopp. Schumacher tog dock över den ledningen i Kanada, där Räikkönen åter snurrade under kvalet och fick starta sist. Den här gången blev han sexa. I Europas Grand Prix var han på väg mot en seger när hans motor brann upp och en mycket besviken Räikkönen knuffade undan funktionärerna efteråt.
I Frankrike kom han fyra och tappade ytterligare en poäng mot Schumacher, samtidigt som den nya bilen aldrig dök upp. Den klarade inte krocktesterna och användes därför aldrig under tävling. 
Räikkönen tvingades därför tävla i en modifierad 2002-bil som visserligen var snabb, men Ferrari och Williams var snabbare. Räikkönen kämpade oerhört hårt och lyckades dock ta "omöjliga" bonuspoäng. I Storbritannien kom Räikkönen trea efter att ha blivit grundlurad av Ferraris Rubens Barrichello i mitten av tävlingen. I Tyskland kolliderade Räikkönen, Barrichello och Ralf Schumacher i den första kurvan. Eftersom colombianen  Juan Pablo Montoya vann gick han förbi Räikkönen i mästerskapstabellen.
I Ungern vann Fernando Alonso i Renault före Räikkönen, Montoya och Ralf Schumacher. Detta gjorde att Räikkönens chanser att nå mästartiteln ökade. I Italien blev Räikkönen fyra efter att ha blivit frånåkt av bilarna med de starkare motorerna.
I USA kom Räikkönen tvåa bakom Michael Schumacher, efter att ha startat från pole position. En anledning var att Räikkönens mellanhårda Michelindäck inte höll lika bra som Schumachers Bridgestonedäck. Inför den sista deltävlingen i Japan var Räikkönen nio poäng bakom Schumacher som enbart behövde komma åtta för att vinna mästerskapet. Räikkönen var däremot tvungen att vinna loppet samtidigt som Schumacher blev poänglös. Räikkönen blev tvåa medan Schumacher kom i mål som åtta och därmed slutade Räikkönen två poäng bakom.

### 2004
McLaren gjorde officiellt sken av att de skulle vara mycket snabba säsongen 2004. Sanningen kom dock snart fram. Den nya bilen saknade både fart och tillförlitlighet och Räikkönen tvingades bryta de tre första loppen. När han väl kom i mål i San Marino så var det som åtta. Räikkönen hade det jättetufft under första halvan av säsongen då han tvingades slåss mot stall som han hade varvat säsongen innan. Lagom till loppet i Frankrike kom en förbättrad bil och Räikkönen skulle efter hand avancera till sjunde plats i förarmästerskapet. I Storbritannien kom han tvåa efter att ha haft pole position. Räikkönen körde där med en lättare bil än Michael Schumacher, men denne kunde vinna loppet genom att göra färre depåstopp.
I Tyskland utmanade han Schumacher igen. Räikkönen satte snabbaste varv innan hjulupphängningen kollapsade och skickade honom rakt in i en skyddsbarriär. Han hade tur och klarade sig oskadd. 
I Belgien avancerade Räikkönen från tionde plats på gridden till seger i det märkliga loppet där det mesta hände. 
Stämningen var på topp efter säsongen eftersom en brittisk journalist hade slagit vad med stallchefen Ron Dennis om att springa ett varv runt Silverstone naken om McLaren vann en tävling under 2004 och därför tvingades göra det. I Kina kom Räikkönen åter upp på pallen, nu som trea, och i Brasilien kom han tvåa. Räikkönen, som varit en av de bästa förarna under andra halvan av säsongen, slutade på sjunde plats i förar-VM, endast 14 poäng från fjärdeplatsen.

### 2005
Räikkönen var ingen favorit till förartiteln, men det fanns potential för McLaren i konstruktörsmästerskapet. Han fick Juan Pablo Montoya som ny stallkamrat och de båda antogs bli säsongens främsta F1-duellanter. 
I premiärloppet i Australien drabbades Räikkönen av regnet i kvalet och ett havererat startsystem i gjorde att han slutade åtta i loppet. I Malaysia fortsatte oturen då Räikkönen drabbades av en punktering och tappade nästan ett helt varv. Han kunde sedan inte bli bättre än nia, trots att han satte det snabbaste varvet. I Bahrain kom Räikkönen trea efter att ha missat en inbromsning under kvalet. Han startade som nia, men jobbade sig upp igenom fältet. I San Marino övertygade Räikkönen när han tog pole position, men han tvingades bryta på grund av ett drivaxelproblem när han ledde loppet. Men det var en förvarning om vad som skulle komma. Räikkönen låg 29 poäng efter spanjoren Fernando Alonso redan efter fyra race. I Spanien körde dock Räikkönen strålande och körde ifrån de andra med en sekund per varv och tog sin tredje seger i karriären. Det var en bedrift han upprepade i Monaco, där han ledde från start till mål. I Europas Grand Prix var Räikkönen överlägsen igen, men när han varvade Jacques Villeneuve i Sauber, så blankslets hans högra framdäck. Det blev värre och värre och på sista varvet, i en knapp ledning över Alonso, kraschade Räikkönen i första kurvan på grund av att hjulupphängningen gått sönder av däckvibrationerna. Detta gjorde att Alonso låg 32 poäng före, trots Räikkönens överlägsenhet i fart. I Kanada kom Räikkönens tredje seger för säsongen efter att ha startat från sjunde startrutan. Här hade han äntligen lite tur, då Giancarlo Fisichella tvingades bryta i ledning. I USA tvingades McLaren dra sig ur på grund av osäkra däck. 
I Frankrike fortsatte Räikkönens otur då han tvingades byta motor före kvalet, vilket flyttade ner honom från den tredje till den 13:e startrutan. Trots detta lyckades han komma tvåa i loppet, inte alltför långt efter segraren Alonso. I Storbritannien drabbades han av samma fel. Den här gången startade han från tolfte startrutan men körde upp sig till en tredje plats. I Tyskland tog han pole position och ledde överlägset men han fick bryta efter ett fel i bilens hydraulik. Räikkönen, som hade kört snabbare än Alonso under loppen, låg ändå 36(!) poäng efter spanjoren.
I Ungern vann Räikkönen och höll sina möjligheter till mästerskapstiteln vid liv samtidigt som Alonso blev utan poäng. 
I Turkiet vann Räikkönen överlägset, men Alonso kom tvåa varför Räikkönen inte hade saken i egna händer. 
I Italien fortsatte hans bil att krångla. Först gick motorn sönder, vilket medförde en nedflyttning till elfte startrutan, och sedan fick han punktering, vilket berövade honom chansen att vinna. En seger i regnloppet i Belgien hjälpte inte, eftersom Alonso körde i mål som tvåa. Därmed räckte det för Alonso att ta sex poäng på tre tävlingar för att bli världsmästare. Det fixade han redan i Brasilien, medan en frustrerad Räikkönen kom tvåa. I Japan startade han från sjuttonde plats på grund av motorbyte och regn. Räikkönens ilska över den missade förartiteln gick ut över Alonsos stallkamrat Giancarlo Fisichella som han körde förbi på utsidan i den första kurvan på det sista varvet och vann loppet. I Kina avslutade Räikkönen säsongen med en andraplats. Alonso vann loppet och förarmästerskapet samt säkrade Renaults konstruktörsmästerskapstitel.

### 2006
Säsongen 2006 var Kimi favorit för första gången, eftersom han och McLaren varit så snabba under säsongen innan, men redan i premiären i Bahrain gick det fel. Hjulupphängningen gick sönder i kvalet och han tvingades därför starta sist i loppet, vilket han dock klarade med glans. Han körde förbi bil efter bil och enstoppsstrategin gav honom en tredjeplats bakom Fernando Alonso och Michael Schumacher. Det var en sådan uppkörning som han gjorde under 2005 och de flesta trodde att det skulle gå lika snabbt igen, men redan i Malaysia blev han avknuffad av Christian Klien, som i sin tur blivit påkörd av Räikkönens stallkamrat Juan Pablo Montoya. Efter detta pratade McLarens "stallkamrater" knappt med varandra. 
Kimi kom dock tillbaka starkt och blev tvåa i Australien, strax bakom Alonso, men i San Marino gick det sämre och han blev femma. Detta kom att bli en vanlig upplevelse för Räikkönen under säsongen. I Europas Grand Prix blev han fyra, men att det bara var 4,4 sekunder upp till segraren Schumacher var vilseledande, eftersom denne drog ner på tempot mot slutet av loppet. I Spanien fortsatte mardrömmen när hans McLaren nu var instabil på den bana som han hade utklassat de andra förarna på året innan. I Monaco var han på väg mot segern då säkerhetsbilen kom ut och gav Alonso segern. Dessutom överhettades Räikkönens bil bakom säkerhetsbilen så han blev inte ens tvåa utan tvingades bryta loppet.
I Storbritannien kvalade Kimi in som tvåa och låg sedan på andra plats i loppet tills han fick problem under andra depåstoppet vilket medförde att Schumacher kunde passera honom. En liknande situation uppstod i Kanada, där Kimi låg på en stabil andraplats bakom Alonso och 40 sekunder före Schumacher, innan säkerhetsbilen kom ut. Schumacher lyckades följa Kimi och pressade honom till ett misstag i hårnålen. Räikkönen slutade dock på tredje plats. 
I USA blev han ett av offren i den stora startkollisionen, vilket ledde till att hans stallkamrat Montoya fick sparken. 
Montoya knuffade till Räikkönen som tappade kontrollen och många andra förare drabbades. Loppet i Frankrike var ett jämnt race, men det innehöll en vågad omkörning som gjordes av Jarno Trulli i Toyota. Den blev senare utnämnd till årets omkörning av F1 Racing.
Nu inleddes en briljant period i kvalen för Kimi, som inledde med en pole position i Tyskland. Den tog han dock tack vare en lätt bränsletank för i racet nådde han bara en tredjeplats bakom Michael Schumacher och Felipe Massa i Ferrari. 
I Ungern tog han också pole position, denna gången på grund av att Schumacher och Alonso fick två sekunders tidsstraff. Loppet slutade med en svår kollision med den varvade Vitantonio Liuzzi och Räikkönens bil blev skrot. 
I Turkiet var det ännu värre, då Kimi blev inblandad i en startkollision och bröt sedan efter en krasch när han försökte ta bilen tillbaka till depån. I Italien tog han sin tredje pole position på fyra lopp, men orkade sedan inte stå emot Schumacher utan slutade tvåa i racet. På presskonferensen efter loppet annonserades det att Räikkönen skulle överta Schumachers plats i Ferrari från och med säsongen 2007. De tre sista racen var antiklimax för Kimi och han tog inga mer pallplatser för McLaren.

### Kimi och Ferrari
Redan under 2001 ryktades det att Räikkönen var på väg till Ferrari säsongen 2002. Han hamnade i stället hos McLaren, eftersom han inte fått något löfte om att få tävla fritt mot Michael Schumacher. Ferraris stallchef Jean Todt, som tyckte om Kimi, sade till honom 2001, när han inte trodde någon hörde: "Att inte gå till Ferrari kommer att vara ditt livs största misstag". Under 2003 berättade Ferraris tekniske direktör Ross Brawn för alla som ville lyssna, att han ansåg Kimi vara den bäste föraren utanför Ferrari. Men så länge Schumacher körde och vann för Ferrari så behövde de egentligen bara tysken. Todt sa dock i en intervju 2004, "Jag gillar Kimi, han gör inga dumma uttalanden och är väldigt duktig. För närvarande följer jag honom som åskådare". Året efter svarade Todt på frågan om hans eventuella intresse för Fernando Alonso, "Det låter kanske respektlöst mot Alonso, men jag föredrar en ung man som kör i ett tysk-engelskt stall", och det svaret tolkades som Kimi Räikkönen. Senare under 2005 sades det att han redan hade skrivit på för Ferrari inför säsongen 2007, vilket han dock förnekade. 
Under 2006 intensifierades spekulationerna i samma takt som McLarens bil blev sämre och sämre under säsongen. Kimi skulle få en lön på ca 50 miljoner dollar men riskerade samtidigt att få Schumacher som stallkamrat, dock till skillnad från förra gången på lika villkor. Schumacher avslutade dock sin karriär och Felipe Massa fick en av de två förarplatserna. Efter Italiens Grand Prix 2006 bekräftades Räikkönens föraravtal för säsongerna 2007-2009. Kimi har sedan han kom till Ferrari sågat McLarens stallchef Ron Dennis för dennes maniska kontrollbehov. Kimi har också sagt att han trivs bättre i Ferrari "för de låter mig vara mig själv".

### VM-titeln 2007
Räikkönen kom till säsongspremiären 2007 med stor press på sig, eftersom han inte hade vunnit på 19 tävlingar och dessutom ersatte Michael Schumacher, som slutat. Han klarade pressen och vann i sin debut i Ferrari i Australien. Det var en fantastisk helg för Kimi och hans snabbaste varv var mer än en sekund snabbare än någon annans. I Malaysia gick det inte lika bra för Räikkönen som bara blev trea, slagen av de två McLaren-förarna Fernando Alonso och Lewis Hamilton. I Bahrain fortsatte motgångarna. Han kom där trea medan hans stallkamrat Felipe Massa vann. Massa upprepade sin bedrift i Spanien medan Kimi bröt med elektriska problem. 
Räikkönens säsong förvandlades till en mardröm i de tre kommande tävlingarna.
Först kraschade han i kvalet i Monaco och slutade sedan åtta i racet. Därefter blev han femma i Kanada efter att ha förstört känsliga aerodynamiska delar när han kolliderade med Massa. I USA satte Kimi visserligen snabbaste varv, men tvingades nöja sig med en fjärdeplats. 
Sedan vände det. I Frankrike gjorde Kimi för första gången en kanonstart och körde förbi Hamilton och jagade Massa och kunde sedan ta sig förbi honom strax före det andra depåstoppet. Han tog en liknande taktisk seger i Storbritannien där han tog sig förbi Alonso. I Europas Grand Prix tog han pole position, men tvingades sedan bryta loppet med tekniska problem. Kimi kom tillbaka starkt i Ungern där han tog andraplatsen bakom Hamilton efter att ha satt snabbaste varv på sista varvet. I Turkiet gjorde han om bedriften och blev där tvåa bakom Massa och satte det snabbaste varvet på näst sista varvet. Han låg nu fyra i VM, 16 poäng bakom den ledande Hamilton. 
I Italien var det bekymmersamt för Kimi, som under träningen åkte av banan och följde muren i 330 km/h innan det tog stopp i däckbarriären i cirka 200 km/h. Han klarade sig dock oskadd och kunde ställa upp i loppet. Han lyckades tack vare sin enstoppsstrategi ett tag ligga tvåa, men blev omkörd av Hamilton och slutade därmed på tredje plats. I Belgien lyckades Kimi vinna sin fjärde seger för säsongen efter att ha dominerat hela helgen och fick därmed en möjlighet att nå VM-titeln. Nyckeln till segern var hans pole position som gjorde att han kunde kontrollera loppet i topp och vinna racet. 
Titelmöjligheten försvann dock till stor del i Japan, där Ferrari-stallet tvingades ta in sina båda bilar i depå tidigt för att byta däck. Tävlingskommittén hade missat att meddela Ferrari att alla stall var tvungna att starta med regndäck. Han körde upp sig och slutade trea medan värsta konkurrenten Hamilton vann loppet. Han var nu 17 poäng efter VM-tabelledaren med endast två lopp kvar. Räikkönen behöll dock sin kyla och sa på presskonferensen efter loppet att i och med att Hamilton vann så var det bästa möjliga resultatet att bli tvåa. Han poängterade också att så länge det finns en matematisk chans till VM-titeln så skulle han köra för det. Det var två lopp kvar och han skulle gå för seger i de avslutande två loppen. De flesta involverade i sporten var övertygade om att Lewis Hamilton skulle lyckas ro hem titeln. Hamilton hade även en 12 poängs ledning över sin stallkollega Fernando Alonso.

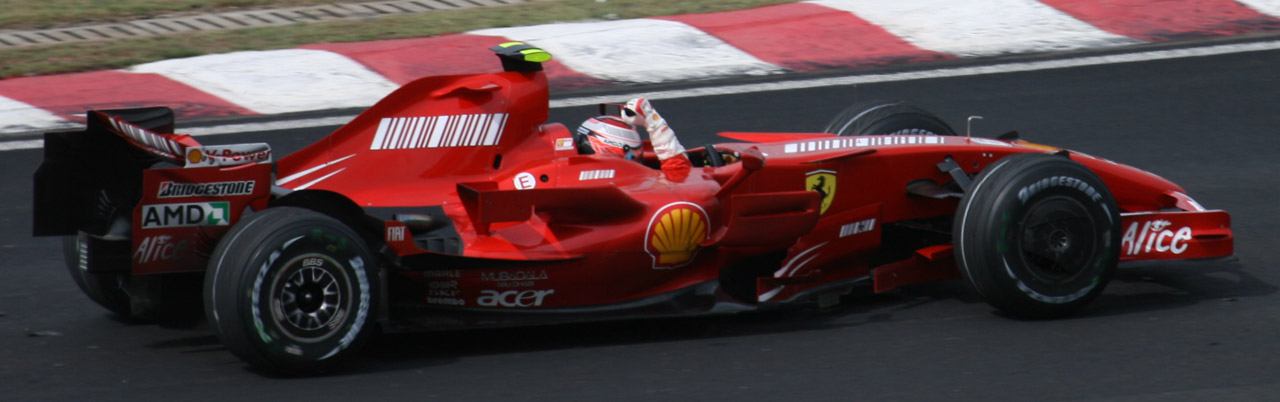
Kimi Räikkönen i segerloppet i.

I Kina var Kimi pressad att vinna för att ha kvar möjligheten att vinna mästerskapet. Dessutom fick Hamilton inte bli bättre än sexa för att Kimi skulle ha en teoretisk chans att fortfarande bli mästare. Hamilton tog dessutom pole position och starten och drygade ut sin ledning till drygt tio sekunder under första stinten. Räikkönen fick dock några varv med lätt bil och kunde pressa britten under den andra stinten. Hamilton pressade då sina slitna allvädersdäck för hårt, blev omkörd av Kimi och fastnade sedan i grusfållan vid infarten till depån, medan Räikkönen vann loppet. 
I Brasilien var förutsättningarna liknande. Kimi var tvungen att vinna, medan Alonso inte fick bli bättre än trea och Hamilton inte bättre än sexa. Kimi kvalade in som trea, bakom sin stallkollega Felipe Massa och Lewis Hamilton, men körde förbi Hamilton i starten. Hamilton fick sedan problem och körde så långsamt vid sidan av banan att han blev passerad av nästan hela fältet. Hamilton fick sedan fart på sin bil och fortsatte jakten på VM-titeln. Massa ledde länge loppet före Räikkönen som i samband vid det andra depåstoppet kunde gå förbi Massa och ta ledningen. Ställningen i loppet var nu Räikkönen, Massa, Alonso medan Hamilton låg längre bak i fältet på en desperat jakt på VM-poäng. För Räikkönen gällde det nu inte bara inte vinna, hans stallkollega var tvungen att hålla Alonso bakom sig och Hamilton fick inte ta för många poäng. Räikkönen tog målflagg först före just Massa och Alonso. Hamilton körde upp sig till en sjundeplats som gav honom två poäng, vilket dock var för lite för att ta VM-titeln. Räikkönen blev därmed den första finländaren att vinna VM-titeln efter Mika Häkkinens seger 1999. Räikkönen lyckades med den osannolika bedriften att ta ikapp en VM-ledning på 17 poäng på endast två lopp. 
Räikkönen slutade mästerskapet på 110 poäng varav sex segrar, en poäng före både Fernando Alonso och Lewis Hamilton som slutade på 109 poäng med fyra segrar vardera.

### 2008
Säsongen 2008 fortsatte Räikkönen i Ferrari. Han gjorde imponerande testtider i Bahrain, men var jämbördig med McLaren på de spanska banorna. De senare var dock ganska långsamma, vilket vid den tiden ansågs passade McLaren bra. 
Michael Schumacher sade innan säsongen att "Vi kommer att slåss om segrar redan från början".Räikkönen uttalade sig inte så tydligt i frågan, men sade att bilen fungerade bra.
Säsongen blev dock ett fiasko med tanke på de enorma förväntningarna på Räikkönen. Under premiärhelgen i Australien gick Räikkönens bil gick sönder flera gånger. Han åkte dessutom av banan två gånger i samma kurva efter ett par misslyckade omkörningsförsök. Eftersom bara sex bilar kom i mål fick Kimi en poäng, trots att hans motor hade gått sönder. Räikkönen kom tillbaka i Malaysia, där han kvalade in som tvåa och vann loppet, efter att ha kört förbi Felipe Massa i samband med det första depåstoppet. Massa snurrade sedan av banan medan Räikkönen vann loppet med mer än 20 sekunder. 
I Bahrain slutade Räikkönen, trots en besvärlig racehelg, på andra plats efter att ha kört om Lewis Hamilton redan i starten och Robert Kubica varvet efter. Massa vann loppet, men Räikkönen tog ledningen i mästerskapet. I Spanien tog Räikkönen tog pole position och vann före stallkamraten Massa. Han ökade därmed ledningen före Hamilton i VM till nio poäng. Ledningen minskade dock till sju efter att Räikkönen bara kommit trea i Turkiet, trots Hamiltons däckproblem där. Monaco var Räikkönens sämsta tävling dittills under säsongen, då han blev bestraffad för att mekanikerna arbetat på hans bil för nära inpå formationsvarvet med ett drivethroughstraff, som dock bara droppade honom två placeringar, genom de stora avstånden, beroende på de regniga förhållandena. Han hamnade sedan på en femteplats bakom Adrian Sutil i samband med en sen omstart, men rammade tysken i en långsam kurva, sedan han tappat kontrollen över bilen. Räikkönen slutade på nionde plats, trots snabbaste varv.
I Kanada kvalade Räikkönen ut Massa, men hamnade ändå bakom Hamilton och Kubica i kvalet. Efter en stabil första stint, där han inte klarade av att ta sig förbi Kubica, kom säkerhetsbilen ut. Ferrari tankade Kimi med mindre bränsle än Hamilton och hade mer tur med trafik än Kubica, och kom först till den röda lampan, där han dock blev rammad av en ouppmärksam Hamilton, och blev som en följd utan poäng. I nästa tävling i Frankrike tog Räikkönen en övertygande pole position, och ledde tävlingen klart före Massa, när han fick problem med avgasröret, och blev omkörd av stallkamraten. Massa tog segern, men Räikkönen blev tvåa, trots problemen, men hade tur som nådde målet. Storbritanniens Grand Prix var ännu en segerchans som försvann för Räikkönen, då han körde övertygande på den torkande banan, och hade jagat in ledaren Hamilton. De gick tillsammans in i depån, och där valde Räikkönen fel, då han stannade på de slitna regndäcken, medan Hamilton tog nya. Redan på utvarvet tappade Räikkönen tio sekunder, och förlorade alla chanser till en pallplats. Han lyckades ändå rädda en fjärdeplats, trots ett par snurrningar under tävlingens gång.
Tysklands Grand Prix gick ännu sämre. Ett helt misslyckat kval, ledde till en sjätte startposition, vilket Räikkönen inte kunde ändra på under tävlingen, trots relativt bra tempo i förhållande till sin omgivning. En sen säkerhetsbil ställde till det ytterligare, och en sjätteplats var allt han kunde åstadkomma, vilket gjorde att han på grund av Hamiltons seger tappade sju poäng i mästerskapet. I Ungern fortsatte kvalproblemen, och han satt fast bakom klart långsammare bilar under tävlingen. När han kom förbi Fernando Alonsos Renault efter det sista depåstoppet flög han fram och blev till slut trea, efter att Massas motor havererat. När serien kom till Valencia var förväntningarna stora på att Räikkönen skulle ha hittat formen igen, efter att ha haft tre veckor på sig att lösa sina problem med kvalfarten. Det blev precis tvärtom, då han åter hamnade på den smutsiga sidan i starten, och tappade mark på konkurrenterna i början av tävlingen (sedan Kubica inte klarat av Massas och Hamiltons tempo). Sedan fick Kimi klartecken att köra i samband med det andra depåstoppet, trots att tankningen inte var färdig. Han körde över mekanikern som tankade, men fick bränsleriggen utdragen och kunde köra iväg. Det var dock till ingen nytta, då samma motorfel som Massa råkade ut för i Ungern plötsligt slog till på Räikkönens bil. För att göra hans dag ännu värre, tog Massa en överlägsen seger, samt att Hamilton blev tvåa, vilket ökade hans VM-ledning mot Räikkönen, som hamnade bakom Massa i totalen.
Räikkönen var därefter mycket nära att vinna en fjärde gång i Belgien. Han kvalade in som fyra, men körde om både Heikki Kovalainen och en av blöta fläckar på banan skrämd Massa under det första varvet. Hamilton snurrade därefter på en sådan fläck, och Räikkönen tog sig förbi Hamilton tack vare mer fart ut ur kurvan. De följande 280 kilometerna var odramatiska, med Räikkönen i en stabil ledning på ett par sekunder över Hamilton, och de var mycket jämna i varvtider. Det började dock att regna med två varv kvar, och Hamilton tog större risker, körde ikapp Räikkönen, och körde förbi i en chikan, där han genade. Han släppte förbi Räikkönen, och gick över linjen strax bakom, men körde om igen in i den första kurvan. Väl först i spåret vågade inte Hamilton chansa lika mycket, och Räikkönen hände på. Efter en mindre avåkning av finländaren kom de ikapp en varvad bil, och Hamilton åkte av ordentligt på en gräsmatta, men sedan snurrade Räikkönen omedelbart sedan han tagit över ledningen. Han bestämde sig för att gå i depå och byta däck, men var så stressad att han kraschade rejält i en kurva där det nästan aldrig händer. Han klarade sig oskadd, men fick se Hamilton ta målflaggan först, bara för att bli bestraffad för att ha kört om Räikkönen utanför banan. Segern gick till Felipe Massa, som Räikkönen var före när han kraschat. Resultatet gjorde att en titel såg omöjlig ut att vinna för den regerande världsmästaren. Två nya poänglösa tävlingar i Italien och Singapore gjorde uppgiften omöjlig. Det remarkabla var att hans bägge snabbaste varv i tävlingarna tangerade hans eget och Michael Schumachers rekord med flest snabbaste varv på en säsong. I Italien var han för långsam över ett helt lopp i regnet för att ta poäng, medan han i Singapore missade en möjlig pallplats på grund av att Massa körde iväg med bränsleriggen, vilket ännu en gång berodde på det misslyckade systemet med lampor Ferrari hade tagit fram. Hans potentiella femteplats försvann dock med en sen krasch, efter att han varit för aggressiv över en banmarkering, och studsat in i barriären. Det var hans femte misstag under tävlingsmoment under säsongen, vilket var mycket ovanligt för den normalt så stabile Räikkönen.
Från och med Japans Grand Prix hade Kimi fått ikläda sig en supportroll till Massas försök att vinna titeln. Han kvalade med lätt tank i Japan, och tog starten före Hamilton, vilket stressade upp McLaren-föraren till den grad att han missade den första kurvan, och tog med sig Räikkönen och Massa av banan, ett misstag även Kovalainen gjorde, vilket ledde till att alla McLaren och Ferrari-förare tappade placeringar. Räikkönen lyckades reparera skadan tillräckligt för att bli trea, men ven hans matematiska titelchanser försvann, och att ens bli trea såg svårt ut, i och med att Kubica blev tvåa, och redan gått förbi i tabellen i samband med Monza. Räikkönen var åter den snabbare föraren i Ferrari i Kina, men var tvungen att släppa fram Massa till en andraplats, för att hjälpa stallkamraten. Hamilton vann tävlingen och hade ett genomsnittstempo på över två tiondelar snabbare än Räikkönen. I Brasilien var Räikkönens jobb att vara framför Hamilton, men bakom Massa (samt hoppas på att Hamilton inte blev bättre än sexa). Eftersom Hamilton körde på säkerhet och Massa var för snabb för Kimi, var inte det några problem. Han låg hela tiden någon plats före Hamilton under tävlingen, men hittade farten mot slutet, och kom nästan förbi Fernando Alonso mot slutet för andraplatsen, innan han fick order om att backa av. Hamilton halkade ned till en sjätteplats, men tog sig förbi Timo Glock i den sista riktiga kurvan, och tog titeln, men Räikkönens starka slutspurt hade ändå gett Ferrari konstruktörs-VM.

### 2009
Inför 2009 års säsong hade Räikkönens rykte fått sig en törn av att han bara blivit trea säsongen innan, 22 poäng bakom Massa. Han svarade genom att köra fortare än Massa i Australien, men sedan förlora en potentiell andraplats genom en avåkning. Han var tvungen att köra över bilens gräns för att hänga med de snabbare bilarna, på grund av att regeländringar fått Ferrari att tappa tempo. En sjätteplats i början av Malaysias Grand Prix slutade i moll, då Ferrari satte på regndäck på Räikkönens bil när banan fortfarande var torr. Han tappade mängder av tid, och tog inga poäng. Plattfiaskot blev ännu värre i Kina, då Räikkönen blev utklassad av Massa i fart under tävlingen, och i ännu ett regnrace missade han att ta poäng, samme Räikkönen som ett och ett halvt år innan vunnit en regntävling på samma bana. Säsongens första poäng lyckades han inkassera i Bahrain, genom en väl avvägd tävling på gränsen av bilens kapacitet. Det blev en sjätteplats till slut. I Spanien satt Räikkönen kvar under den första kvalsessionens slutminuter, vilket ledde till att han missade Q2, medan Massa tog sig dit som den snabbaste av alla förare. I racet körde han upp sig något, innan han drabbades av ännu ett tekniskt problem, och tvingades bryta.
Räikkönen var dock tillbaka i storform i Monaco, sedan den uppdaterade bilen perfekt passat gatubanan, och han sånär tagit pole position. Med hårda däck och från den smutsiga sidan av banan, tappade han mot Rubens Barrichello i samband med starten, vilket gjorde att Barrichellos stallkamrat i Brawn GP; Jenson Button kunde ta kontroll över tävlingen. Även om både Räikkönen och Massa var kapabla till att köra snabbare än Barrichello, så kom ingen av dem förbi, men Räikkönen lyckades ändå ta en pallplats. I Turkiet kom dock ett bakslag för Ferrari, och Räikkönen tog inte ens poäng, trots att han varit en av favoriterna inför tävlingshelgen. Han åkte bakåt i fältet på Silverstone, och tog bara en poäng där, trots att han hade mer fart i bilen. Stinterna bakom Kazuki Nakajima och Jarno Trulli blev förödande för hans chanser att bli topp-sex, vilket han såg ut att ha kunnat blivit.  Inte heller i 2009 kom något genombrott från Räikkönens sida, då han hamnade bakom fel förare i samband med depåstoppen, medan den något snabbare Massa kom ut precis före alla andra. Räikkönen bangade därefter hjul med Adrian Sutil, och körde sedan på debris på banan, och tvingades bryta.
I mycket svåra omständigheter i Ungern tog Räikkönen sin första andraplats för säsongen. Stallkamraten Felipe Massa drabbades av livshotande skador sedan han träffats av debris från Rubens Barrichellos bil i huvudet. Räikkönen kvalade in som sjua, men drog nytta av KERS i samband med starten, och tog sig upp till en fjärdeplats i starten. Han tog sig sedan förbi Alonso i samband med dennes depåstopp, och även titelkandidaten Mark Webber, när de gick i depå samtidigt. Räikkönen klarade inte av att matcha den ännu större överraskningen Lewis Hamilton, men tog en meriterande andraplats. Dessutom tog Räikkönen revansch på sig själv i Valencia, för den för honom pinsamma insatsen på banan säsongen 2008. Efter att ha kvalat in som sexa, tog han sig upp till en fjärdeplats genom KERS, och lyckades sedan köra förbi Heikki Kovalainen, då han stannade ute längre innan det andra depåstoppet. Det blev till slut en tredjeplats, vilket gav honom en tredje pallplacering trots en säsong under förväntan.
Endast en vecka efter Europas GP nere i Valencia hade avslutats var det dags för Spa - klassisk racermark och Räikkönens favoritbana där han vunnit tre gånger tidigare (2004, 2005 och 2007). Och med en respektabel insats med sin sjätteplats. Inte mer än man kan förvänta av Ferrarin. Räikkönen gjorde en bra och kalkylerad start där han undvek allt trubbel i första sväng genom att ta en lite vidare linje genom den. Det resulterade i att Räikkönen kom ut nedför backen genom Eau Rouge som trea. Efter en del sammanstötningar i samband med startögonblicket var man tvungen att ta ut säkerhetsbilen för att sanera banan. Detta kunde Räikkönen - med sin Kers-skodda bil - dra nytta av och passerade en chanslös Fisichella för förstaplatsen.
Efter detta kontrollerade Räikkönen tävlingen med en snabb Fisichella i hasorna, men finländaren höll hela vägen in i mål och tog Ferraris första seger för säsongen, samt den första sedan Brasiliens GP 2008. Han bröt även sin 22 tävlingar långa vinsttorka. Räikkönen följde upp det genom att bli trea i Italien, efter att ha passerat Lewis Hamiltons kraschade bil på det sista varvet. Hans fart hade inte varit övertygande, men han hade klarat av att hålla undan för Adrian Sutils snabbare Force India-bil hela racet.
Ferraris brist på utveckling syntes tydligt i Singapore, där Räikkönen inte ens kvalade in bland de tio första. Det blev inte några poäng i tävlingen för hans del, och bilen hade stora problem på den ojämna banan. I Japan räddade Räikkönen en fjärdeplats efter en opportunistisk körning, där han undvek problemen många förare hamnade i. Tack vare ett bra utvarv efter sitt andra depåstopp, och ett dåligt depåstopp för Nick Heidfeld och BMW Sauber, så tog sig Räikkönen upp på den starka slutplaceringen. I Brasilien tog Räikkönen en oväntad sjätteplats, trots en punktering och brusten framvinge när han för ett kort tag var uppe på tredje plats under det första varvet. Hans sista tävling med Ferrari var i Abu Dhabi, där han missade poängplats.

### 2010
Under säsongen 2009 gjorde Ferrari försök att köpa ut Räikkönen från hans kontrakt som sträckte sig till slutet av säsongen 2010. Ferrari hade knutit till sig Fernando Alonso från ett ospecificerat datum, och ville ha in honom i teamet så snart som möjligt. Räikkönens management krävde att få minst 60 % av hans fulla lön för 2010 för att gå med på att han köptes ut. Ferrari gick till slut med på det, när det stod klart att Felipe Massa skulle kunna återvända till racingen efter sin otäcka olycka i Ungern. 
Inför 2010 bytte Kimi Räikkönen från formel 1 till rally. Tillsammans med kartläsaren Kaj Lindström skulle han köra en hel säsong med Citroën Junior Team i Rally-VM. Premiärtävlingen skedde i Sverige den 11-13 februari. Räikkönen avslöjade i en exklusiv intervju med tidningen Autosport att han lämnat sin sport för att han "var trött på all politik och skitsnack i formel 1". Han sade också att möjligheten fanns att gå tillbaka till McLaren inför säsongen 2010, men att han behövde en ny utmaning. Internationell media hade dock avslöjat att Räikkönen inte skulle få full betalning av sitt jättekontrakt med Ferrari om han valde att köra för ett annat F1-stall under 2010, och McLaren hade bjudit under vad Räikkönens management krävde.

### 2011

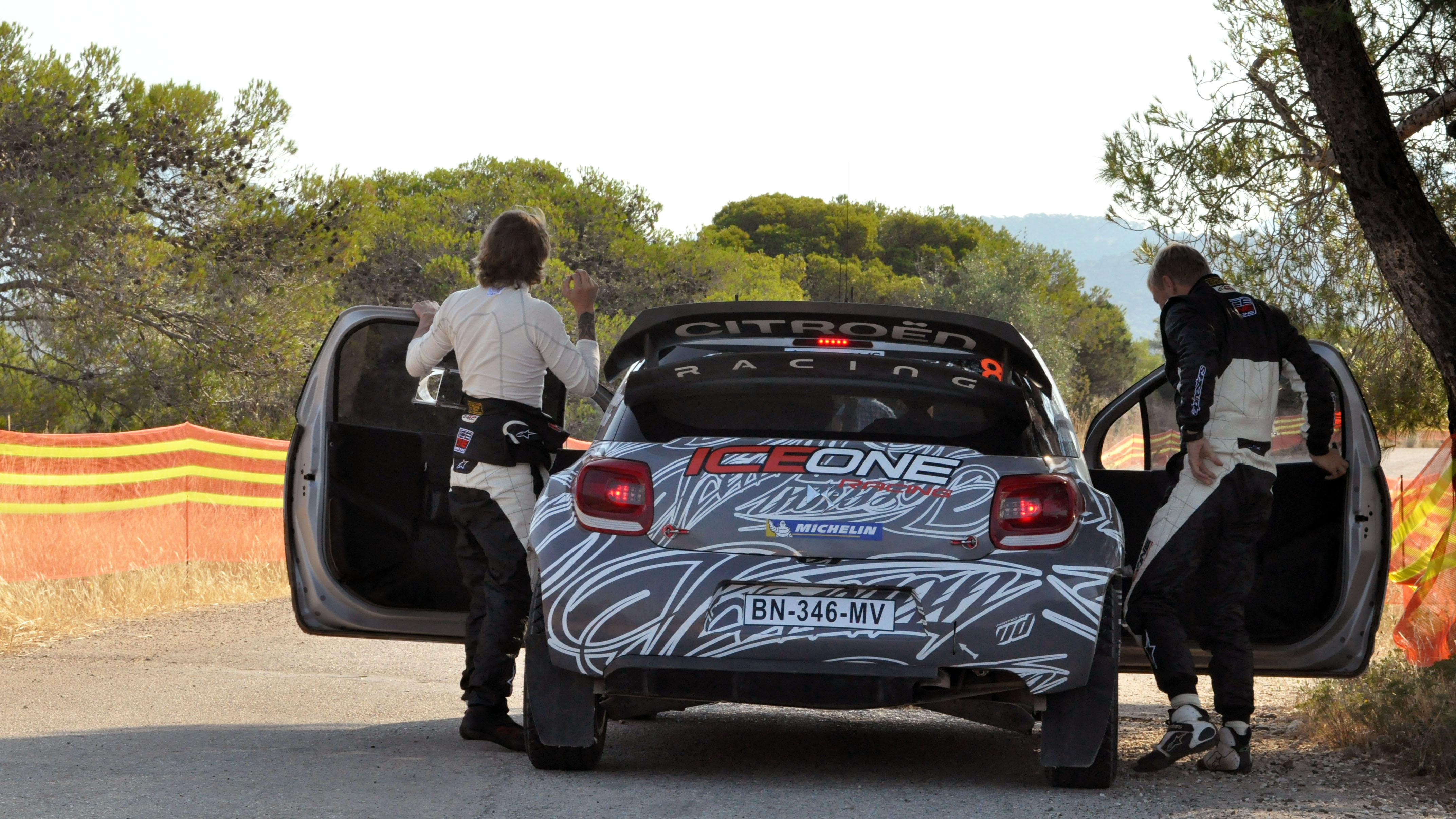
Kimi Räikkönen kör rally 2011.

Under 2011 fortsatte Kimi Räikkönen köra rally. Hela året gick rykten om att han skulle återkomma till formel 1.

### 2012
Den 29 november 2011 meddelades att Kimi Räikkönen hade skrivit kontrakt med Lotus Renault för säsongen 2012. Under säsongen vann Räikkönen Abu Dhabis Grand Prix.

### 2013
Räikkönen fortsatter i Lotus. Han vann säsongens första tävling i Australien.

### 2014
Räikkönen återvänder till Ferrari efter två säsonger hos Lotus

2019
Räikkönen börjar i Alfa Romeo efter fem år hos Ferrari. Han uppnår 12 i förar VM.

2020
Räikkönen kör för Alfa Romeo och uppnår plats 16 i förar VM.

## F1-karriär
| Säsong            | Stall/Tillverkare | Placering         | Lopp | Poäng | Etta | Tvåa | Trea | Pole | Varv |
| ----------------- | ----------------- | ----------------- | ---- | ----- | ---- | ---- | ---- | ---- | ---- |
| 2001              | Sauber Petronas   | 10                | 17   | 9     | 0    | 0    | 0    | 0    | 0    |
| 2002              | McLaren-Mercedes  | 6                 | 17   | 24    | 0    | 1    | 3    | 0    | 1    |
| 2003              | McLaren-Mercedes  | 2                 | 16   | 91    | 1    | 7    | 2    | 2    | 3    |
| 2004              | McLaren-Mercedes  | 7                 | 18   | 45    | 1    | 2    | 1    | 1    | 2    |
| 2005              | McLaren-Mercedes  | 2                 | 19   | 112   | 7    | 3    | 2    | 5    | 10   |
| 2006              | McLaren-Mercedes  | 5                 | 18   | 65    | 0    | 2    | 4    | 3    | 3    |
| 2007              | Ferrari           | 1                 | 17   | 110   | 6    | 2    | 4    | 3    | 6    |
| 2008              | Ferrari           | 3                 | 18   | 75    | 2    | 2    | 5    | 2    | 10   |
| 2009              | Ferrari           | 6                 | 17   | 48    | 1    | 1    | 3    | 0    | 0    |
| 2012              | Lotus-Renault     | 3                 | 20   | 207   | 1    | 3    | 3    | 0    | 2    |
| 2013              | Lotus-Renault     | 5                 | 17   | 183   | 1    | 6    | 1    | 0    | 2    |
| 2014              | Ferrari           | 12                | 19   | 55    | 0    | 0    | 0    | 0    | 1    |
| 2015              | Ferrari           | 4                 | 19   | 150   | 0    | 1    | 2    | 0    | 2    |
| 2016              | Ferrari           | 6                 | 21   | 186   | 0    | 2    | 2    | 0    | 1    |
| 2017              | Ferrari           | 4                 | 20   | 205   | 0    | 2    | 5    | 1    | 2    |
| 2018              | Ferrari           | 3                 | 21   | 251   | 1    | 3    | 8    | 1    | 1    |
| 2019              | Alfa Romeo Racing | 12                | 21   | 43    | 0    | 0    | 0    | 0    | 0    |
| 2020              | Alfa Romeo Racing | 16                | 17   | 4     | 0    | 0    | 0    | 0    | 0    |
| 2021              | Alfa Romeo Racing | 16                | 20   | 10    | 0    | 0    | 0    | 0    | 0    |
| Sammanlagt (2025) | Sammanlagt (2025) | Sammanlagt (2025) | 352  | 1873  | 21   | 37   | 45   | 18   | 46   |

| 1. Malaysia 2003 2. Belgien 2004 3. Spanien 2005 4. Monaco 2005 5. Kanada 2005 6. Ungern 2005 7. Turkiet 2005 8. Belgien 2005 9. Japan 2005 10. Australien 2007 11. Frankrike 2007 12. Storbritannien 2007 13. Belgien 2007 14. Kina 2007 15. Brasilien 2007 16. Malaysia 2008 17. Spanien 2008 18. Belgien 2009 19. Abu Dhabi 2012 20. Australien 2013 21. USA 2018 |

| 1. Frankrike 2002 2. Brasilien 2003 3. San Marino 2003 4. Österrike 2003 5. Monaco 2003 6. Ungern 2003 7. USA 2003 8. Japan 2003 9. Storbritannien 2004 10. Brasilien 2004 11. Frankrike 2005 12. Brasilien 2005 13. Kina 2005 14. Australien 2006 15. Italien 2006 16. Ungern 2007 17. Turkiet 2007 18. Bahrain 2008 19. Frankrike 2008 20. Ungern 2009 21. Bahrain 2012 22. Europa 2012 23. Ungern 2012 24. Kina 2013 25. Bahrain 2013 26. Spanien 2013 27. Tyskland 2013 28. Ungern 2013 29. Korea 2013 30. Bahrain 2015 31. Bahrain 2016 32. Spanien 2016 33. Monaco 2017 34. Ungern 2017 35. Azerbajdzjan 2018 36. Österrike 2018 37. Italien 2018 |

| 1. Australien 2002 2. Europa 2002 3. Japan 2002 4. Australien 2003 5. Storbritannien 2003 6. Kina 2004 7. Bahrain 2005 8. Storbritannien 2005 9. Bahrain 2006 10. Storbritannien 2006 11. Kanada 2006 12. Tyskland 2006 13. Malaysia 2007 14. Bahrain 2007 15. Italien 2007 16. Japan 2007 17. Turkiet 2008 18. Ungern 2008 19. Japan 2008 20. Kina 2008 21. Brasilien 2008 22. Monaco 2009 23. Europa 2009 24. Italien 2009 25. Spanien 2012 26. Tyskland 2012 27. Belgien 2012 28. Singapore 2013 29. Singapore 2015 30. Abu Dhabi 2015 31. Ryssland 2016 32. Österrike 2016 33. Ryssland 2017 34. Storbritannien 2017 35. USA 2017 36. Mexiko 2017 37. Brasilien 2017 38. Australien 2018 39. Kina 2018 40. Frankrike 2018 41. Storbritannien 2018 42. Tyskland 2018 43. Ungern 2018 44. Mexiko 2018 45. Brasilien 2018 |

| 1. Europa 2003 2. USA 2003 3. Storbritannien 2004 4. San Marino 2005 5. Spanien 2005 6. Monaco 2005 7. Tyskland 2005 8. Turkiet 2005 9. Tyskland 2006 10. Ungern 2006 11. Italien 2006 12. Australien 2007 13. Europa 2007 14. Belgien 2007 15. Spanien 2008 16. Frankrike 2008 17. Monaco 2017 18. Italien 2018 |

| 1. Australien 2002 2. Australien 2003 3. Monaco 2003 4. Europa 2003 5. Tyskland 2004 6. Belgien 2004 7. Malaysia 2005 8. Kanada 2005 9. Frankrike 2005 10. Storbritannien 2005 11. Tyskland 2005 12. Ungern 2005 13. Italien 2005 14. Brasilien 2005 15. Japan 2005 16. Kina 2005 17. Australien 2006 18. Kanada 2006 19. Italien 2006 20. Australien 2007 21. USA 2007 22. Storbritannien 2007 23. Ungern 2007 24. Turkiet 2007 25. Brasilien 2007 26. Spanien 2008 27. Turkiet 2008 28. Monaco 2008 29. Kanada 2008 30. Frankrike 2008 31. Storbritannien 2008 32. Ungern 2008 33. Belgien 2008 34. Italien 2008 35. Singapore 2008 36. Malaysia 2012 37. Storbritannien 2012 38. Australien 2013 39. Indien 2013 40. Monaco 2014 41. Bahrain 2015 42. Kanada 2015 43. Ungern 2016 44. Australien 2017 45. Ryssland 2017 46. Österrike 2018 |

## Rally
Kimi Räikkönen tävlade i Finska rallyt 2009. Han kommer under 2010 att köra 12 av 13 lopp i världsmästerskapet i rally för Citroëns så kallade juniorteam, med marginellt sämre bilar än de ordinarie förarna Sébastien Loeb och Dani Sordo.